# CloudSat
CloudSat es un satélite de observación terrestre de la NASA, lanzado el 28 de abril de 2006 a bordo de un cohete Delta II, junto con el satélite Calipso.
El satélite fue elegido en 1999 para proporcionar un mejor entendimiento de la distribución, abundancia estructura y propiedades radiativas de las nubes. Fue el primer satélite con un radar de ondas milimétricas, 1000 veces más sensible que cualquier radar meteorológico existente.
CloudSat y Calipso se unieron a otros tres satélites de observación terrestre avanzados ya en órbita: Aqua, Parasol y Aura. Juntos formaban el llamado A-train siguiendo una órbita heliosincrónica, caso circular, de unos 705 km de altura. El 22 de febrero de 2018, CloudSat fue trasladado a una órbita inferior y pasó a formar parte del C-train.
La misión principal de CloudSat debía durar 22 meses, aunque se calculaba que podría seguir funcionando durante tres años más.

## Instrumentos

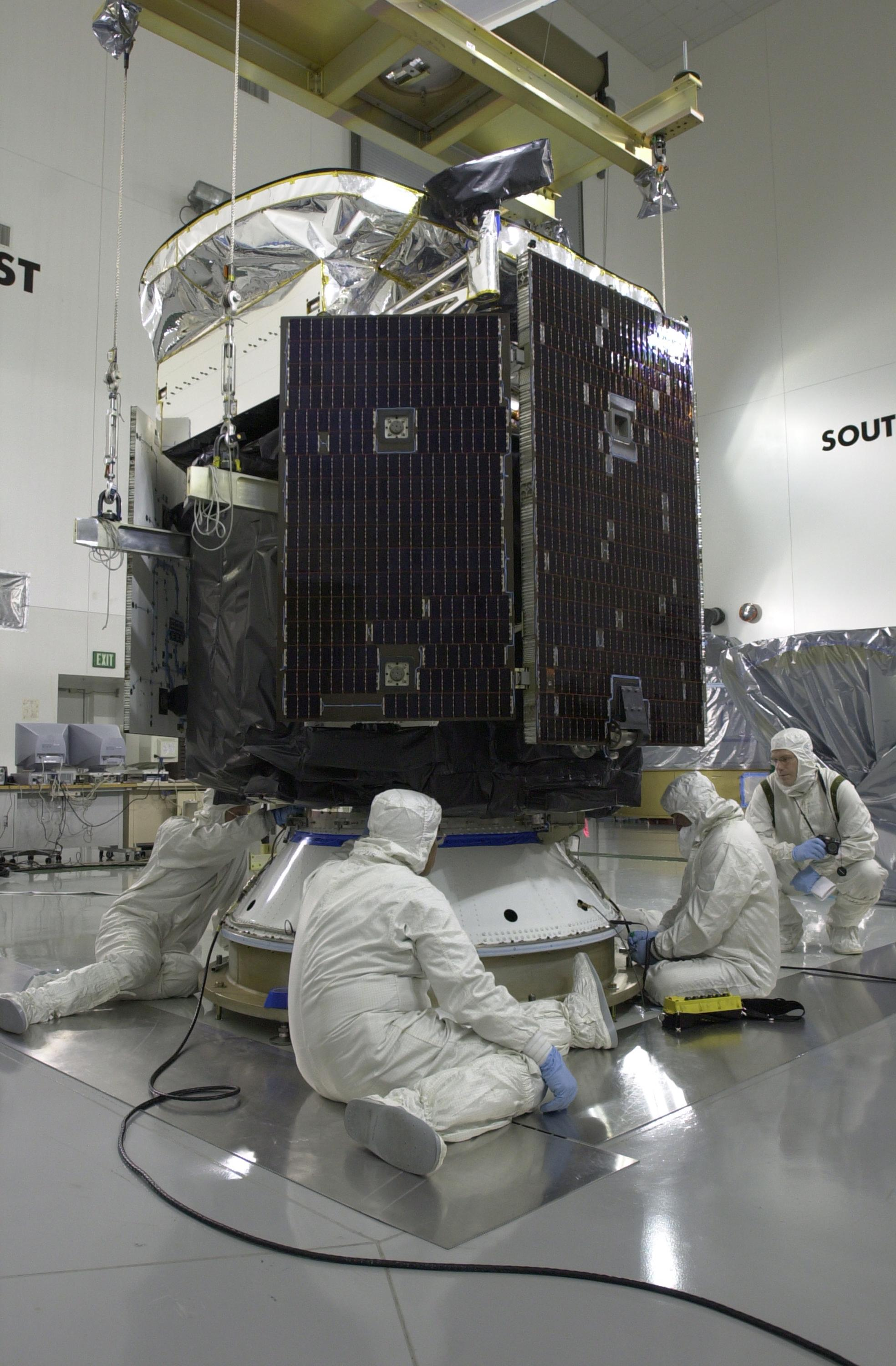
CloudSat en la Base Aérea de Vandenberg, California.

El instrumento principal de CloudSat es el CPR (Cloud Profiling Radar, Radar Perfilador de Nubes), un radar que opera a 94 GHz y que mide las microondas reflejadas por las nubes en función de su distancia. El CPR fue desarrollado conjuntamente por el Laboratorio de Propulsión a Reacción y la Agencia Espacial Canadiense.

## Especificaciones
- Masa total: 848 kg
- Perigeo: 702 km
- Apogeo: 704 km
- Inclinación orbital: 98,2°
- Periodo: 98,8 min